# Oligosmerus aureovittis
Oligosmerus aureovittis är en skalbaggsart som beskrevs av Hermann Julius Kolbe 1894. Oligosmerus aureovittis ingår i släktet Oligosmerus och familjen långhorningar. Inga underarter finns listade i Catalogue of Life.